# Splatoon 2
Splatoon 2 —en japonés: « (スプラトゥーン2 Supuratūn 2?)»— es un videojuego de disparos en tercera persona desarrollado por Nintendo EPD y publicado para la consola Nintendo Switch. Fue lanzado a nivel mundial el 21 de julio de 2017 y se trata del segundo título de la saga Splatoon. Hasta finales de 2021 se situó como el noveno título más vendido en la historia de su consola; en diciembre del mismo año había superado las 13.13 millones de copias en formato físico y digital. De acuerdo con Famitsū es el quinto juego de Nintendo Switch más exitoso del mercado nipón con más de 4 millones de unidades distribuidas.
El juego está orientado al multijugador en línea y se desarrolla en un mundo habitado por criaturas humanoides, los Inkling, capaces de transformarse en calamares y disparar tinta. Los usuarios forman equipos de cuatro y deben combatir juntos para vencer a sus rivales sobre el escenario. Respecto a la primera entrega incluye novedades como un remozado modo en solitario, cambios en el sistema de juego, un mayor arsenal y nuevos estilos de combate. El 13 de junio de 2018 se publicó una expansión de contenido descargable, Splatoon 2: Octo Expansion, que amplía el modo individual con una nueva historia desde el punto de vista de otra especie cefalópoda, los Octoling.
La prensa especializada emitió críticas favorables, con una valoración media de 83 sobre 100 según Metacritic. Entre los aspectos positivos se mencionan las novedades, el apartado gráfico y el mayor desarrollo de la modalidad para un jugador, además del sistema de juego y la estabilidad de la conexión en los combates en línea. Como puntos negativos los críticos señalaron la ausencia de multijugador con pantalla dividida, el sistema de emparejamiento aleatorio o la falta de chat de voz. En cuanto a sus reconocimientos, Eurogamer y Polygon situaron a Splatoon 2 en la lista de mejores videojuegos de 2017 y fue nominado a las categorías «mejor juego familiar» y «mejor multijugador» de los The Game Awards del mismo año.

## Sistema de juego

Detalle de una Nintendo Switch con la pantalla de inicio de Splatoon 2 al fondo.

Igual que su predecesor, Splatoon 2 es un videojuego de disparos en tercera persona donde los jugadores controlan unos personajes humanoides, Inklings y Octolings, que utilizan tinta como munición. Esta sirve para eliminar a los contrarios y se adhiere a la superficie, por lo que el avatar también puede nadar a través de ella para desplazarse más rápido, ocultarse, recargar la munición y recuperar su salud. En cambio, la tinta rival le impide moverse correctamente y le causa daños. A la hora de apuntar se puede usar tanto el giroscopio como el control analógico. Los personajes pueden adoptar forma humana, que les permite disparar y andar, o transformarse en cefalópodos para nadar en la tinta de su color que previamente se ha esparcido sobre el escenario. El Inkling está basado en el calamar y viene por defecto en el juego, mientras que el Octoling tiene forma de pulpo y solo se desbloquea como contenido descargable.
Cada usuario dispone de un arma principal a la que va asociada otra secundaria y un ataque especial. En Splatoon 2 hay ocho categorías de artefactos principales, incluyendo dos nuevas: los difusores duales y el paratintas. Las secundarias, trece en total, consumen una mayor cantidad de tinta y tienen distintos propósitos. Por último, los especiales se pueden activar tras rellenar un medidor que aparece en la esquina superior derecha de la pantalla. Además de emplear armamento, el Inkling u Octoling va ataviado con tres complementos: un accesorio para la cabeza, una prenda y calzado. Todos ellos tienen un potenciador principal, y a medida que se gana experiencia pueden conseguirse nuevas mejoras secundarias, hasta tres según el nivel del producto. La mayoría de los complementos se pueden adquirir en las tiendas, aunque algunos solo están disponibles en el modo Salmon Run, en eventos especiales o desbloqueándolos con figuras Amiibo. A partir del nivel 4 el jugador puede contactar con Enrizo, un personaje capaz de conseguir artículos por encargo y de modificar potenciadores.
Hay veintitrés escenarios para batallas multijugador, además de un mapa alternativo («área mutante») que solo aparece durante los festivales y está sujeto a cambios de diseño. En cada modo de juego hay dos campos disponibles que van rotando cada dos horas, frente a las cuatro horas del primer título. De esta manera, no es posible elegirlos; al iniciar sesión Perla y Marina, dos nuevos personajes que forman el dúo Cefalopop, anuncian cuáles están disponibles en cada modalidad.

### Un jugador
Esta entrega mantiene el modo individual —Modo Historia— que permite familiarizarse con las ocho categorías de armas principales. La primera vez que se enfrenta una fase deberá ser superada con un armamento específico entregado por Jairo, pero luego se puede volver a jugar con el resto de armas que se hayan podido desbloquear. El Modo Historia de Splatoon 2 incluye veintisiete niveles y cinco jefes finales, mientras que Splatoon 2: Octo Expansion amplía la trama con un nuevo modo individual de ochenta fases a mayor dificultad. Los «pergaminos» ocultos en cada uno de los niveles detallan con mayor profundidad el argumento de la historia.

### Multijugador

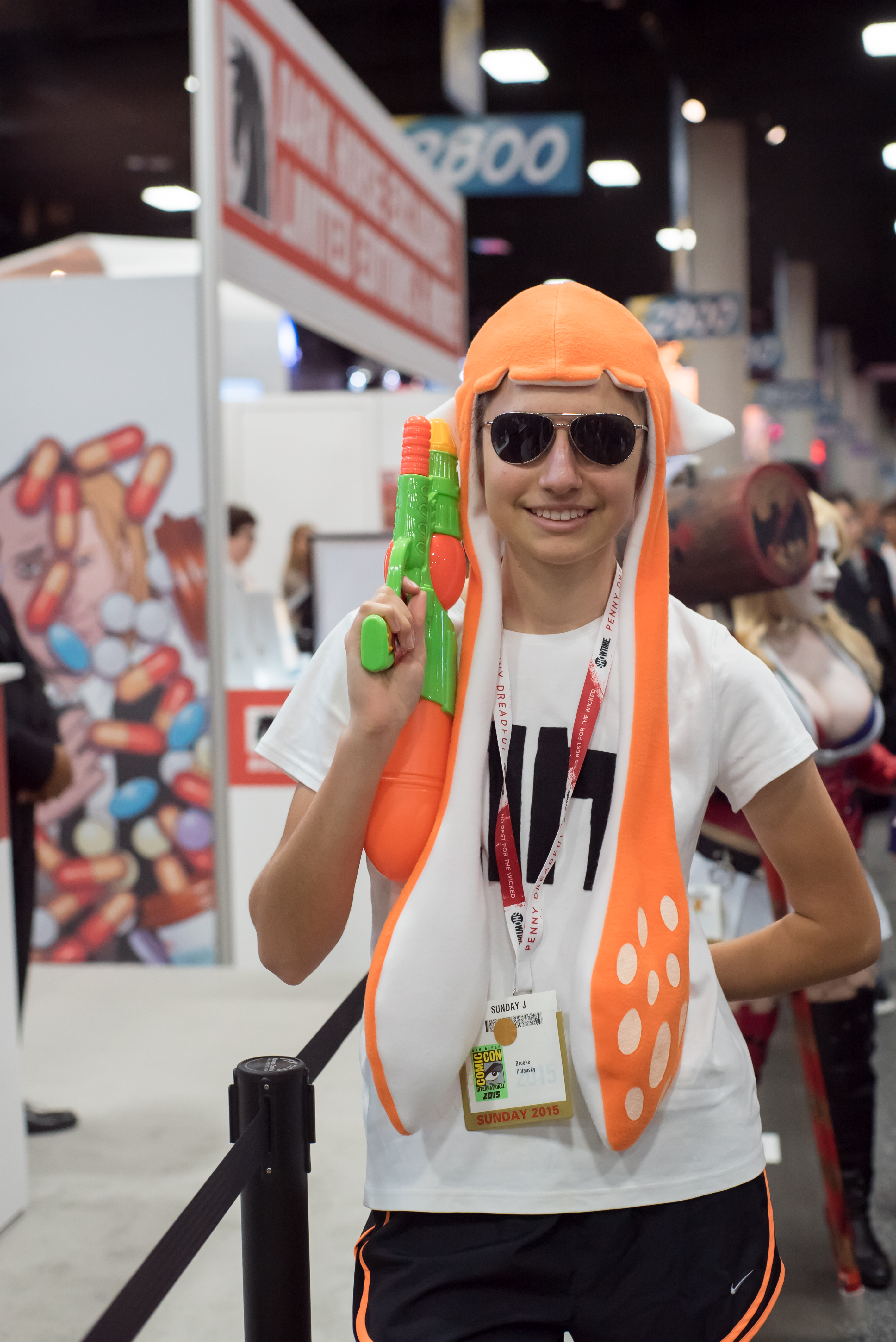
Cosplay de Inkling chica en la Comic-Con de San Diego (2015).

Splatoon 2 está diseñado como un videojuego multijugador masivo en línea, donde el menú es un mundo virtual —plaza de Cromópolis— que permite interactuar con el resto de jugadores conectados. Al acceder al vestíbulo —Torre Pulpo—, el usuario puede formar equipo con otras personas para participar en combates de cuatro contra cuatro, ya sea en línea o en comunicación local. Al final de cada batalla se obtienen puntos de nivel, potenciadores que mejoran algunas características y dinero; este último sirve para comprar nuevas armas o bien para personalizar la ropa, calzado y accesorios del avatar. A medida que sube el nivel se van desbloqueando opciones y modos de juego, mientras que las actualizaciones sirven para añadir novedades y corregir glitches.

#### Modalidades
En el Modo Amistoso, también conocido como «Territorial», el jugador participa en una batalla de dos equipos con tres minutos de duración, donde el objetivo es cubrir la mayor parte de superficie posible con la tinta del color del grupo, así como liquidar a los rivales. Si el personaje es eliminado, reaparecerá en unos segundos desde el punto de salida. Es necesario que haya ocho personas conectadas para poder empezar, y el reparto de equipos es completamente aleatorio.
A partir del nivel 10, el jugador puede acceder al Modo Competitivo en el que participan dos equipos en cuatro estilos distintos con sus propias reglas: «Pintazonas», «Torre», «Pez Dorado» y el nuevo «Asalto Almeja». Las modalidades van rotando cada dos horas según el momento del día. El usuario tiene un rango por cada estilo de combate (desde «C» hasta «S», «S+» y el rango especial «X»), que subirá o bajará en función de su desempeño, medido con un nivel de energía. El nivel «S+» está formado por diez categorías que se enfrentan entre sí, desde «S+0» hasta «S+9», mientras que el rango «X» engloba a los mejores jugadores competitivos. En este caso los enfrentamientos duran cinco minutos, a menos que uno de los dos equipos gane antes de tiempo. Cuando el participante lleva varios combates se muestra una media del nivel de energía de los rivales, y no conoce su propio nivel de energía hasta que alcanza diez partidas en el rango «X».
El Modo Torneo está disponible después de que el jugador haya alcanzado el rango «B-» en cualquier estilo competitivo. También en dos equipos de cuatro contra cuatro, el objetivo es combatir juntos para lograr el mayor número posible de victorias, tomando como referencia los mismos cuatro estilos que hay en competitivo. Se puede batallar por parejas o por equipos, siempre contra gente que tenga el mismo rango y que haya elegido la misma división. Igual que sucede en otros modos, los estilos rotan cada dos horas. El mínimo para calcular puntuaciones de energía es de siete combates.
En esta edición se incluye un modo cooperativo —Salmon Run— en el que los jugadores deben colaborar para derrotar con armas específicas a los enemigos que irrumpen en hordas en pantalla, para así recolectar los alevines dorados que dejan atrás a cambio de dinero y accesorios especiales. A diferencia del resto, el modo Salmon Run es temporal y solo aparece en franjas horarias anunciadas con antelación.

#### Eventos
Al igual que en Splatoon, cada cierto tiempo se celebran eventos especiales conocidos como Splatfest —Festival en España, Festival del Teñido en América Latina—, donde el usuario debe elegir un bando entre dos opciones y luchar por él. En el transcurso del festival —unas 24 horas— todos los participantes llevan la misma camiseta correspondiente a su equipo, y las modalidades habituales son reemplazadas por «combates temáticos» en modo normal y desafío, siempre en estilo territorial. Tanto las batallas como las victorias sumarán puntos para el bando elegido, y al final de cada evento se anuncia el ganador según tres parámetros: popularidad, victorias en individual y en desafío. Dependiendo del resultado y del rango se obtienen como recompensa «supermoluscos», que sirven para modificar aspectos de los potenciadores.

## Argumento
La acción transcurre dos años después del último festival de Splatoon, en el que Tina derrotó a su prima Mar en la encuesta de popularidad del dúo que ambas forman, las Calamarciñas. En la primera parte se desvela que ellas no son solo un grupo pop, sino que tienen una identidad secreta como agentes 1 y 2 del Comando Branquias que, junto con el agente 3 encarnado por el jugador, habían logrado detener al líder de los octarianos, DJ Octovius. La relación entre las Calamarciñas se ve afectada por el resultado de la encuesta y ambas terminan distanciándose. Posteriormente, Tina regresa a Cromópolis y descubre que tanto Mar como el Gran Siluro que da electricidad a la ciudad han desaparecido. Temiendo que los octarianos estén detrás del caso, retoma su identidad secreta como «agente 2» del Comando Branquias y recluta en la plaza a un Inkling, el personaje del usuario, que se convierte en el «agente 4» e investiga lo sucedido.
Con la ayuda de Tina y el experto en armas Jairo, el agente 4 debe recorrer los cinco mundos que componen el Valle Pulpo y recuperar todos los siluros o volbagres robados, incluyendo aquellos que dan energía a las máquinas de los jefes de nivel. A lo largo de la historia se descubre que Mar ha sido secuestrada y manipulada mentalmente por DJ Octovius, quien ha logrado fugarse de prisión y utiliza el Gran Siluro para poner en marcha su nuevo escenario, el Octotrón. En el último nivel, el agente 4 debe destruirlo para que Tina y Jairo liberen a Mar del control mental al que está sometida. Una vez esto sucede, las Calamarciñas actúan juntas de nuevo para ayudar al protagonista en su último enfrentamiento con DJ Octovius, valiéndose del Pez Dorado para derrotarle. En el final del juego el antagonista es encarcelado en una bola de nieve, el Gran Siluro regresa a Cromópolis, y las cantantes resuelven sus diferencias para volver a los escenarios.
El modo Splatoon 2: Octo Expansion, disponible solo en contenido descargable, amplía la historia desde el punto de vista de un Octoling, conocido como «agente 8», que deberá escapar del mundo subterráneo para salir a la superficie. En esa labor contará con la ayuda del Capitán Jibión, líder del Comando Branquias, y del dúo Cefalopop compuesto por Perla y Marina.

## Desarrollo

### Producción
A raíz de la buena acogida de Splatoon para Wii U, del que llegaron a venderse 4.9 millones de copias a nivel mundial, Nintendo EPD comenzó a desarrollar una secuela para Nintendo Switch. El argumento de la nueva entrega tendría en cuenta los resultados del último Splatfest de Splatoon para desarrollar una historia más compleja. Se mantuvo el mismo equipo de desarrollo con Hisashi Nogami al frente de la producción.
El principal reto de los programadores fue adaptar el sistema de juego a la nueva Nintendo Switch, puesto que el mando nuevo no incorporaba la pantalla táctil de Wii U donde se podía ver la posición del equipo en el mapa. Como solución, el botón «X» permite acceder al mapa y el stick sirve para elegir la posición del supersalto, llegando al punto donde se encuentra un compañero. Del mismo modo hubo mejoras en la precisión del giroscopio.
Por primera vez se incluyó chat de voz a través de la aplicación móvil de Nintendo Switch Online. El equipo de desarrollo no quiso incluirlo en la entrega pasada porque, en opinión del codirector Yusuke Amano, el comportamiento de algunas personas en los videojuegos de disparos desprendía negatividad y alejaba al jugador casual. En Splatoon 2 está limitado a usuarios mayores de 13 años que se conocen previamente.
En el apartado gráfico la resolución funciona a 1080p conectada al dock y a 720p en modo portátil, manteniendo en ambos casos los 60 fotogramas por segundo. También hubo mejoras en la personalización del jugador, con nuevas armas y complementos, y se incluyó un nuevo modo competitivo (Asalto almeja) y uno cooperativo (Salmon Run). Además Splatoon 2 contaba por primera vez con modos de juego en red de área local.

### Lanzamiento

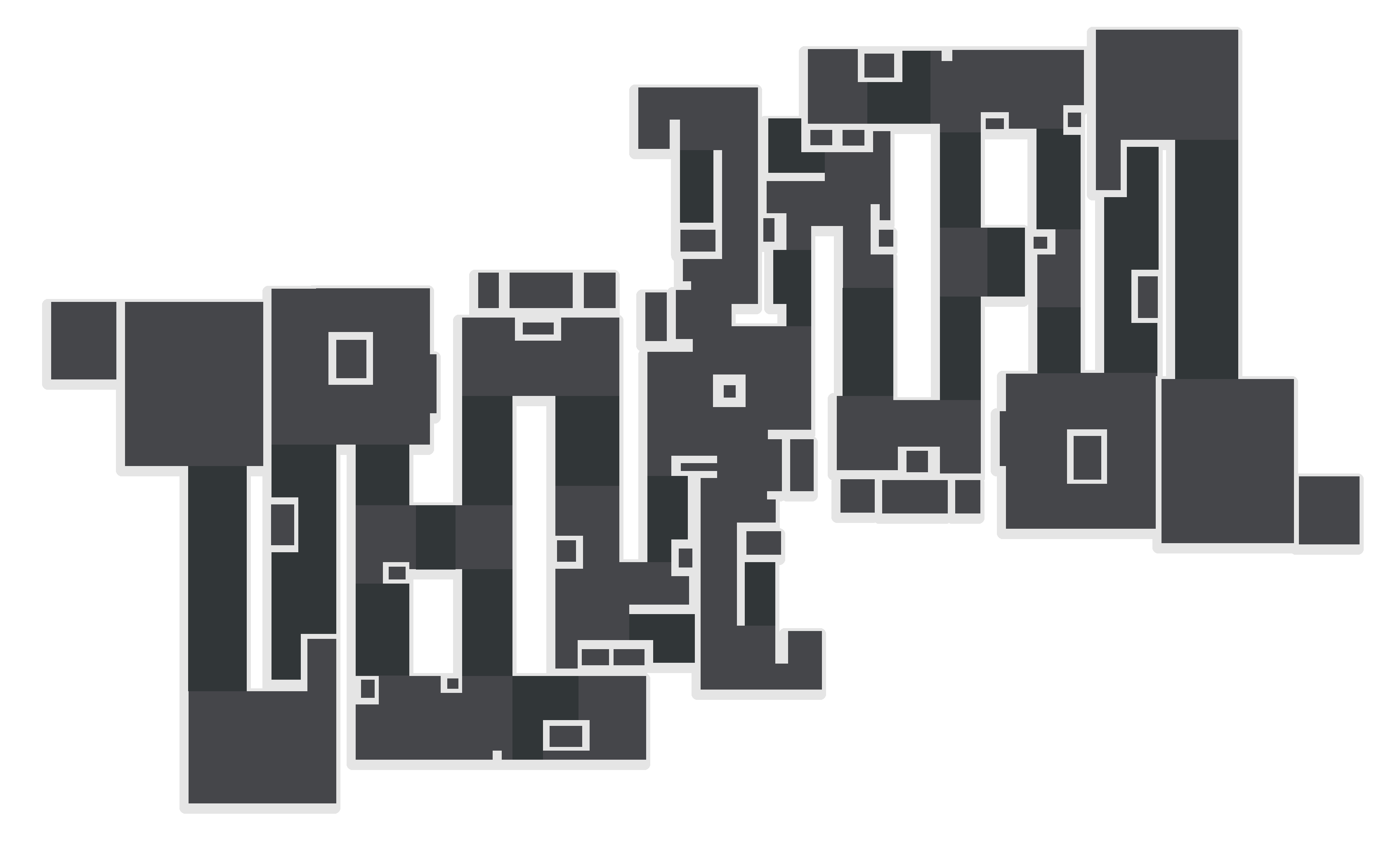
El mapa de las Torres Merluza fue uno de los ocho introducidos desde el lanzamiento.

Las primeras imágenes de Splatoon 2 se mostraron en el video de presentación de Nintendo Switch en octubre de 2016. En aquel momento no se anunció ningún lanzamiento, por lo que hubo debate sobre si se trataba de una adaptación del título original o uno nuevo. La forma en que apareció Splatoon, con dos equipos preparando estrategias y enfrentándose luego en un estadio con público, pretendía posicionar a la consola en el campo de los deportes electrónicos.
El 13 de enero de 2017, durante la presentación oficial de Nintendo Switch en Tokio, se confirmó la publicación de Splatoon 2 para verano del mismo año. El director Hisashi Nogami intervino en la conferencia ataviado como un científico del ficticio «Centro de Investigación de Cefalópodos» y presentó el tráiler con las principales novedades. Tres meses después se anunció a través de un Nintendo Direct que la fecha de lanzamiento sería el 21 de julio de 2017. No todo el contenido del juego estaba disponible desde el principio, sino que iban añadiéndose mejoras a través de actualizaciones gratuitas.
Por primera vez en la saga se incluyó una expansión de contenido descargable, Splatoon 2: Octo Expansion, que incluye un Modo Historia alternativo de ochenta niveles protagonizado por los Octoling. En la fase de desarrollo ya se había previsto que los Octoling fuesen personajes jugables, pero terminó descartándose porque Nogami quería desarrollar antes una historia que justificara su presencia. Al final se propuso incluirla como contenido adicional destinado a las personas que ya hubiesen superado el modo individual, tuvieran ganas de profundizar en el argumento y quisieran jugar niveles de mayor dificultad. Octo Expansion salió a la venta el 13 de junio de 2018.

### Música
La banda sonora de Splatoon 2 corrió a cargo de Toru Minegishi, Ryo Nagamatsu y Shiho Fujii. En Japón el sello Enterbrain ha editado dos álbumes que recopilan las canciones tanto del juego como de la expansión: Splatune 2 (noviembre de 2017) y Octotune (julio de 2018). Ambos llegaron a entrar en el top 10 de ventas de la lista Billboard Japan.
A raíz del éxito de la banda sonora, Nintendo volvió a organizar «conciertos virtuales» con una banda de música en directo y hologramas de los dos dúos: Calamarciñas (Mar y Tina) y Cefalopop (Perla y Marina). El primero de ellos tuvo lugar el 10 de febrero de 2018 en el festival Tokaigi de Chiba (Japón), y el 28 de abril del mismo año se celebró uno para el público europeo en el salón Polymanga de Montreux (Suiza). Un año después, Cefalopop actuó en solitario durante el Tokaigi 2019 con una lista de canciones que incluía temas de Octo Expansion. El último concierto ha sido en el Nintendo Live 2019 de Kioto, con un evento de dos días que incluía actuaciones de ambos dúos. Todos los conciertos están disponibles en el canal de Youtube de Nintendo.

### Promoción

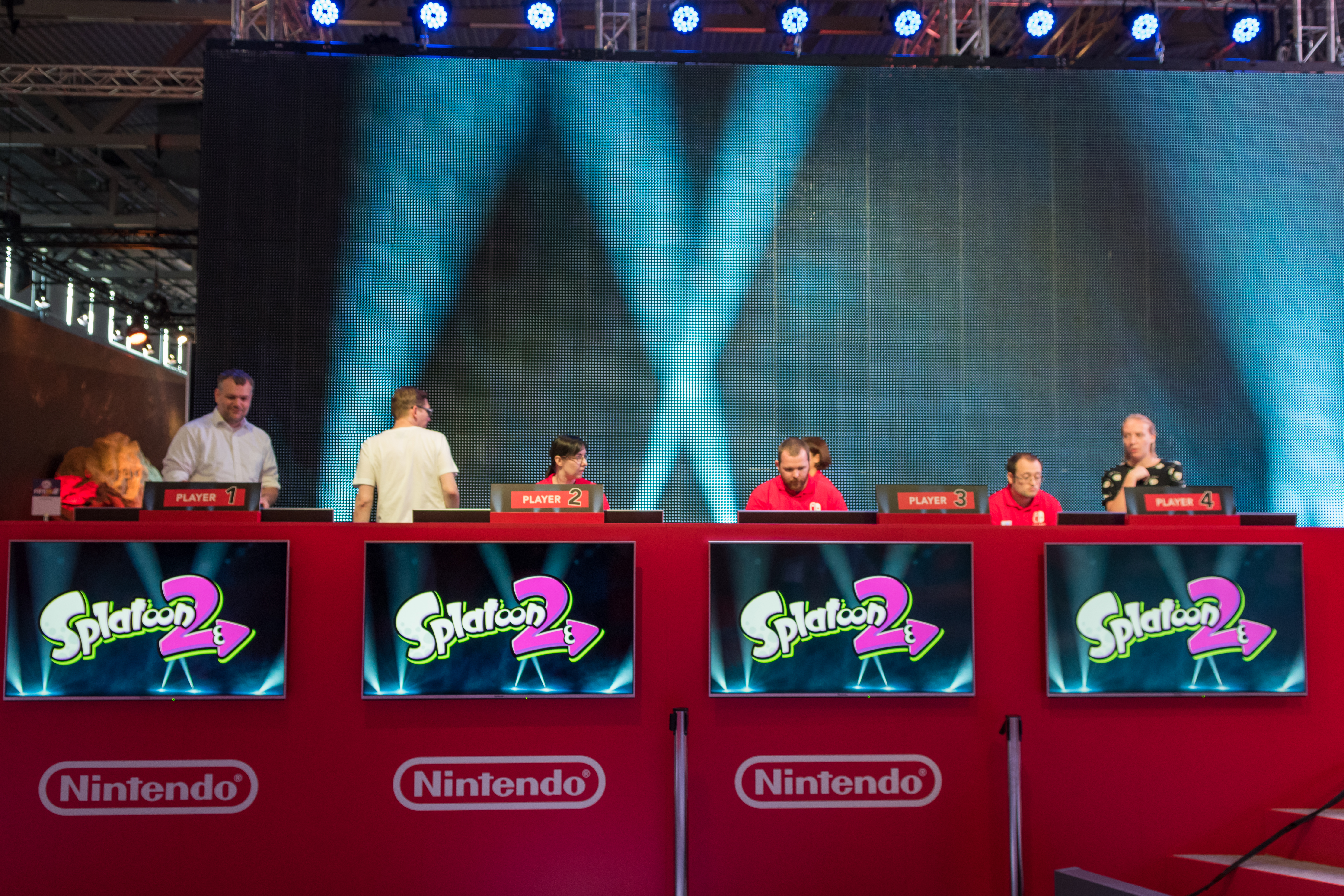
Campeonato de Splatoon 2 en la feria Gamescom de Colonia en Alemania (2017).

Del 24 al 26 de marzo de 2017, en el mismo mes que Nintendo Switch se puso a la venta, se publicó en la tienda en línea una demo llamada «Splatoon 2 Global Testfire» que permitía jugar en modo territorial durante seis sesiones, todas con una hora de duración y en horarios prestablecidos para probar los servidores. El evento vino acompañado de una emisión de Nintendo Treehouse en la que se adelantaban algunas nuevas características. En julio de 2017, semanas antes del estreno oficial, hubo un Nintendo Direct especial con todas las novedades. Con motivo del lanzamiento se comercializaron mandos personalizados y lotes de figuras Amiibo que permiten desbloquear uniformes exclusivos. La colección Amiibo de Splatoon 2 ha ido ampliándose con el paso del tiempo.
Igual que en la primera parte de la saga, Splatoon 2 incluyó alianzas comerciales a través de los festivales Splatfest. La mayoría de ellas eran exclusivas del mercado japonés, incluyendo empresas como Nike, Uniqlo, Sanrio, Meiji, Pocky, McDonald's, y la Liga Japonesa de Béisbol; hubo incluso una colaboración con un organismo gubernamental, la Agencia Japonesa para Ciencia y Tecnología Marítimo-Terrestres (JAMSTEC). En el resto del mundo se limitó a una promoción de Super Smash Bros. Ultimate y otra de la serie de animación Rise of the Teenage Mutant Ninja Turtles. El último Splatfest se celebró en julio de 2019 con un duelo entre «caos» y «orden», pero Nintendo los retomó en mayo de 2020 recuperando algunos temas ya planteados.
En el apartado de deportes electrónicos, Nintendo organiza campeonatos oficiales a nivel continental y mundial, además de prestar soporte a otros torneos de entidad inferior. En 2019 llegó a un acuerdo con la Liga Japonesa de Béisbol para organizar una liga profesional de Splatoon 2 en Japón, asociada a los doce clubes del campeonato.
En mayo de 2017 la revista infantil japonesa Coro Coro Comic (editada por Shogakukan) inició la publicación de un manga kodomo sobre Splatoon, dibujado por Sankichi Hinodeya. La traducción al español ha sido editada por Norma Editorial en España.

## Recepción

### Comercial
Según los datos fiscales de Nintendo a finales de diciembre de 2021, Splatoon 2 es el duodécimo videojuego más vendido de la plataforma con 13.13 millones de copias a nivel mundial, tanto en formato físico como digital. Solo en los primeros tres meses desde el lanzamiento del juego, de julio a septiembre de 2017, se habían distribuido 3.61 millones de copias a nivel mundial. Los datos de la segunda entrega duplican las cifras de Splatoon para Wii U, que había superado un total de 4.9 millones de unidades.
El juego es especialmente popular en Japón, donde ha superado los 4 millones de unidades distribuidas según datos de la revista Famitsū. En la primera semana de lanzamiento había logrado vender 648 000 unidades, y al término del primer semestre ya había superado los 2 millones de copias. Este dato le convirtió en el primer juego de consola en alcanzar tal cifra desde Wii Party en 2010, y mantuvo la condición del videojuego más vendido para Switch en dicho mercado hasta la publicación de Super Smash Bros. Ultimate en 2019.

### Crítica
El juego tuvo una buena acogida entre la prensa especializada, con una valoración media de 83 sobre 100 en el agregador de reseñas Metacritic. En términos generales valoraron las novedades introducidas, la mayor profundidad del modo individual, el renovado apartado gráfico, las nuevas modalidades, el sistema de juego y la estabilidad de la conexión. Entre los aspectos más criticados, medios como Destructoid y Game Informer han lamentado la falta de multijugador de pantalla dividida, lo que obliga a que cada usuario tenga su propia consola y copia si quiere participar en red de área local. También se reprobó el hecho de que en las primeras versiones no se pudiera cambiar de arma entre partidas, algo corregido en la actualización de noviembre de 2017. Por otro lado, la reseña de GameSpot señaló como puntos débiles el sistema de emparejamiento (matchmaking) y que el chat de voz estuviera limitado a una aplicación externa porque el mando de Nintendo Switch no lo llevaba integrado de serie.
En los resúmenes de los mejores videojuegos de 2017, Splatoon 2 ocupó el 20.º puesto en la clasificación de Eurogamer y el 43.º puesto en la lista de Polygon. Además tuvo dos nominaciones en The Game Awards 2017 en las categorías de «mejor juego familiar» y «mejor multijugador». En 2018 fue galardonado con un áccesit del Premio Famitsū y con un Premio CEDEC al «mejor diseño de juego».